# Греческая антисоветская контрреволюционная повстанческая шпионская подпольная организация
Греческая антисоветская контрреволюционная повстанческая шпионская подпольная организация — реально не существовавшая организация, дело о которой было сфабриковано НКВД для оправдания проведения репрессий среди греков Украины и прекращения политики коренизации.
Целями организации якобы являлись подготовка восстания греков в тылу Красной армии, шпионская и подрывная деятельность. При этом подпольная организация якобы поддерживала связи с аналогичными контрреволюционными организациями Северного Кавказа, Абхазии, Крыма, правотроцкистской организацией Донбасса и украинскими националистами.
Аресты проводились с декабря 1937 до начала 1938 года в Мариуполе, Сталино, Харькове, Одессе и Киеве. По делу организации были арестованы практически все, кто имел отношение к политике эллинизации, а также к деятельности греческих культурных и учебных организаций: бывший глава греческой секции Центрального комиссариата национальных меньшинств С. Яли, секретарь облисполкома П. Богадица, все сотрудники греческих газеты «Коллективистис», журнала «Пионерис» и Донецкого областного греческого издательства (Г. Костоправ, А. Димитриу, Г. Кудаковцев, Ф. Яли, Л. Лео, М. Тишлек, А. Мегильбей, Х Хараман, Х. Акритас, Ф. Самарчиди, К. Скилис), преподавательский состав греческого педагогического училища и греческих школ Мариупольщины (И. Левопулос, И. Бешевли, М. Спинжа, Г. Лелнидас и др.), бывшие сотрудники Мариупольского греческого театра, члены домов народов Востока в Харькове, Киеве и Одессе.